# Коули
Коули (на английски: Cowley) е малък жилищен и индустриален район (квартал) в графство Оксфордшър, Англия. То е част от конгломерацията около Оксфорд.
Има население приблизително 16 500 души. Съседи са му Централен Оксфорд на северозапад, Роуз Хил и Блекбърд Лейс на юг, Ню Хедингтън на север и Хорспат и Гарсингтън отвъд полетата на изток.